# Xylotrechus regina
Xylotrechus regina es una especie de insecto coleóptero de la familia Cerambycidae. Estos longicornios son endémicos de las Molucas septentrionales (Indonesia).
Mide entre 9 y 18 mm.